# Gerlaco di Valkenburg
Gerlaco (Valkenburg, 1100 circa – Houthem, 1166) è stato un religioso olandese, il quale visse a lungo come eremita nel Limburgo.
La Chiesa cattolica lo considera un santo e lo ricorda il 5 gennaio.

## Biografia
Le notizie agiografiche su Gerlaco sono riportate nella Vita Beati Gerlaci Eremytae, scritta verso il 1227.
Nato a Valkenburg, presso Maastricht, nel Limburgo, Gerlaco era un cavaliere che conduceva vita mondana. 
Dopo la morte della giovane moglie, che ne determinò la conversione, fece pellegrinaggio a Roma e a Gerusalemme. A Roma si fermò sette anni, servendo i poveri e gli ammalati negli ospizi.
Tornato in patria, vestì l'abito premostratense, ma sarebbe sempre vissuto da eremita nella località di Houthem, dentro il cavo di un'antica quercia. La sua affiliazione all'ordine fondato da san Norberto potrebbe essere solo un dettaglio aggiunto dal redattore della Vita, che era un premostratense olandese: nulla fa pensare infatti che Gerlaco abbia effettivamente fatto parte dell'ordine.
Si racconta che ogni settimana si recava a Maastricht a venerare le reliquie di san Servazio e ad Aquisgrana a venerare la Beata Vergine. Verso la fine della vita avrebbe avuto relazioni epistolari con sant'Ildegarda di Bingen.
Morì nel 1166 e fu sepolto in una tomba assai semplice a Houthem.

## Culto

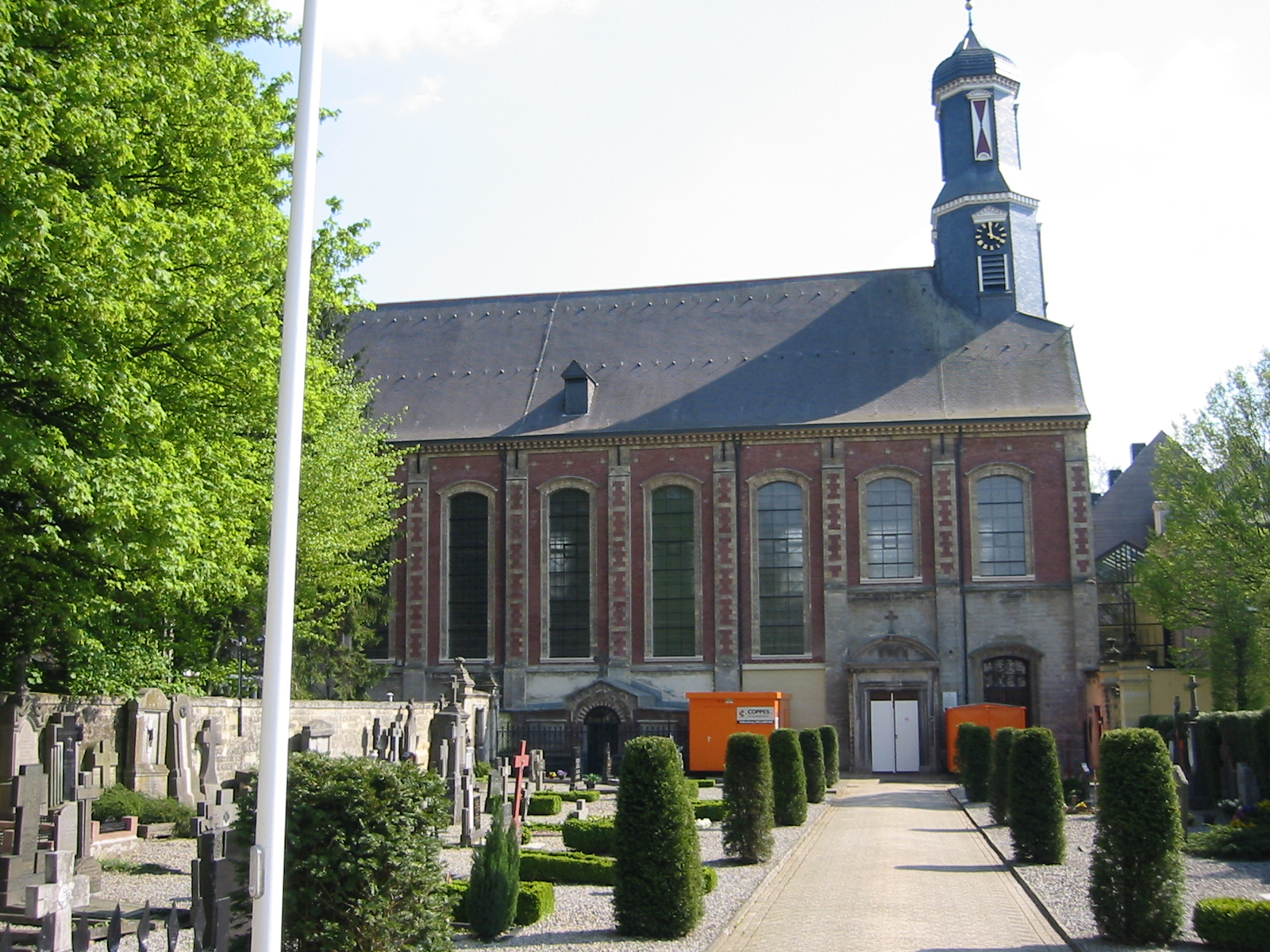
La parrocchiale di Houthem dedicata a San Gerlaco

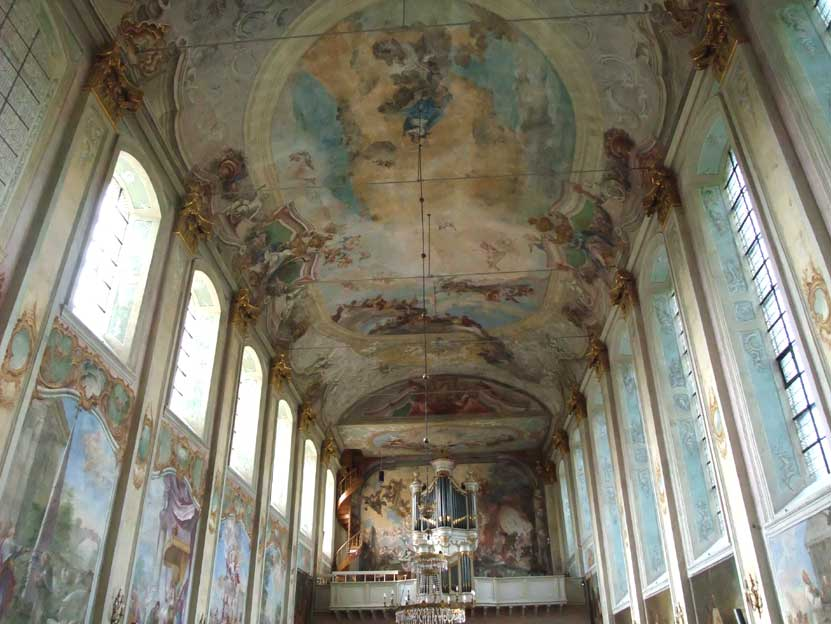
Interno della parrocchiale di San Gerlaco a Houthem

Ad Houthem-St.-Gerlac, sul luogo della sepoltura, gli fu eretta una nobile arca e poi una chiesa che divenne la parrocchiale del paese.
Una sua Vita fu composta verso il 1222-28 da un premostratense che dimorava presso le monache dello stesso Ordine di Houthems-St-Gerlac. Il testo antico non è noto, ma ne fu pubblicato uno dai Bollandisti negli Acta SS. Ianuarii. Non si può dire fino a che punto esso concordi con l'originale.
San Gerlaco è venerato in molte parrocchie come protettore delle malattie degli animali domestici. Anche gli ammalati e le persone ricoverate negli ospizi di solito si rivolgono a lui, specialmente nei Paesi Bassi dove il suo culto è molto diffuso. Nonostante ciò, nel 1961 la sua festa è stata tolta dal calendario dei santi.
Nel Martirologio Romano: "Vicino a Valkenburg nella regione del Limburg, nell'odierna Olanda, san Gerlaco, eremita, rinomato per l'assistenza ai poveri".